# Douglas Cardinal

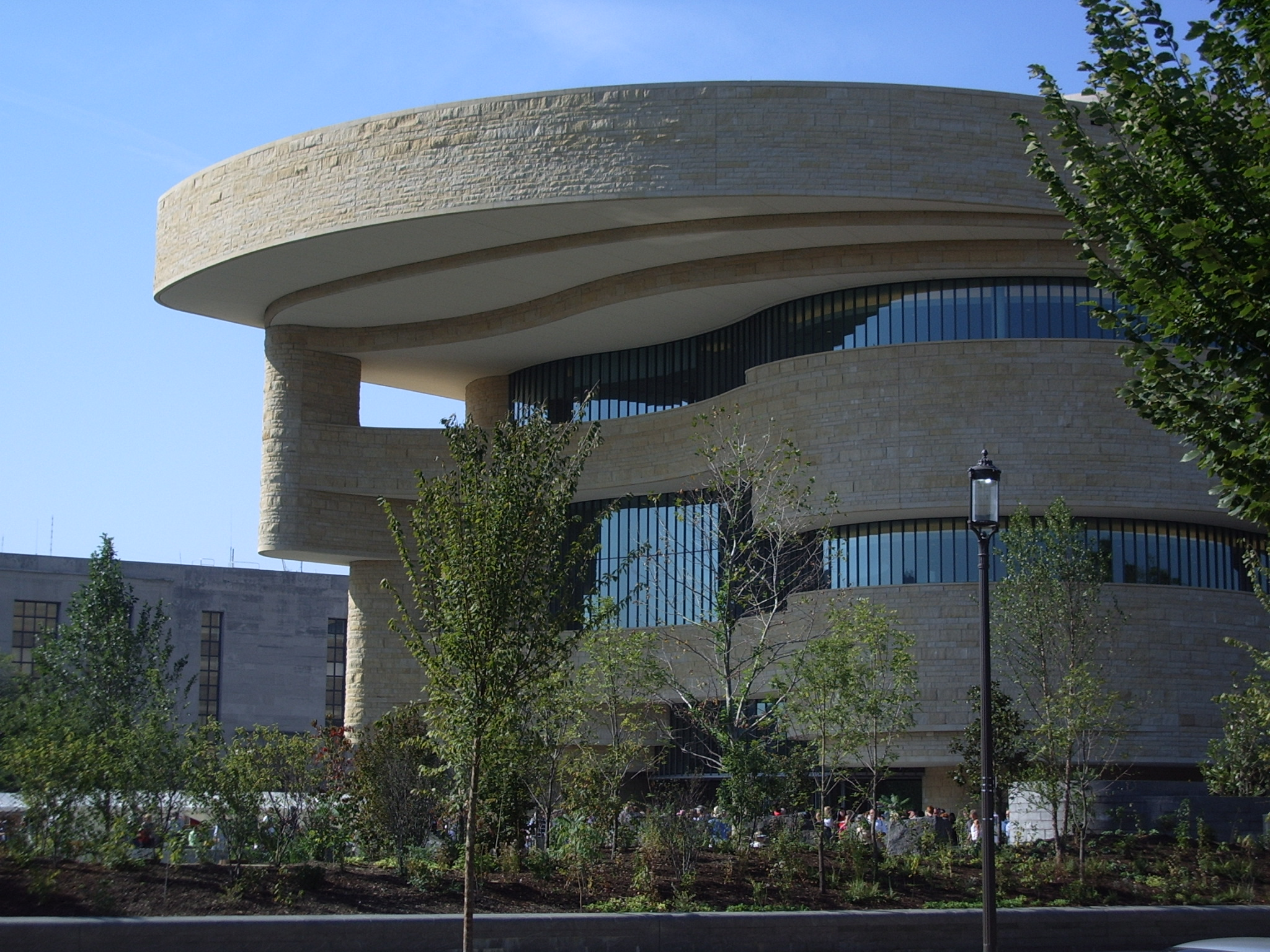
National Museum of the American Indian in Washington, DC – Obwohl nicht von Cardinal zu Ende geplant, gilt es als sein Werk

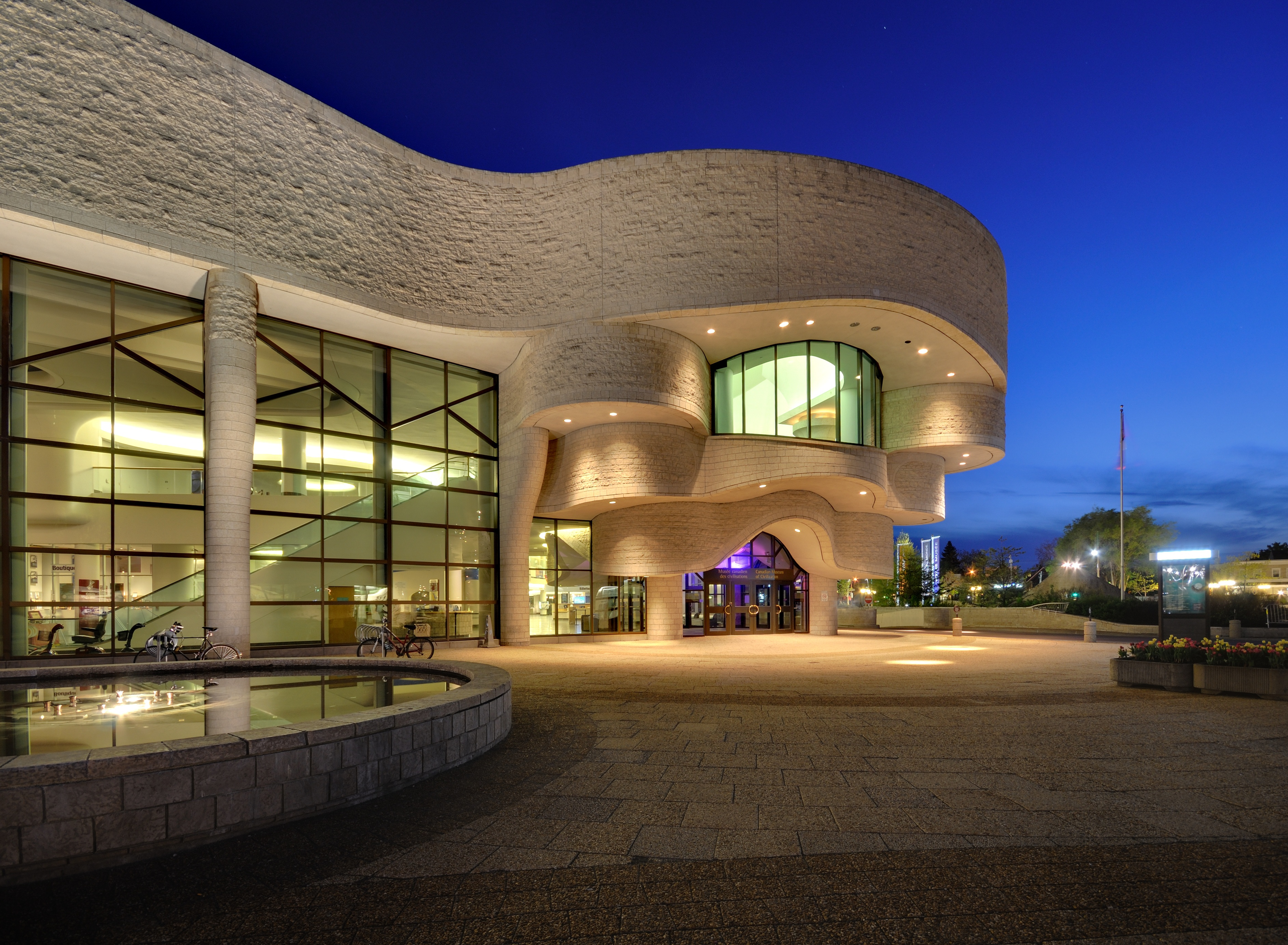
Kanadas Nationalmuseum für Geschichte und Gesellschaft in Gatineau

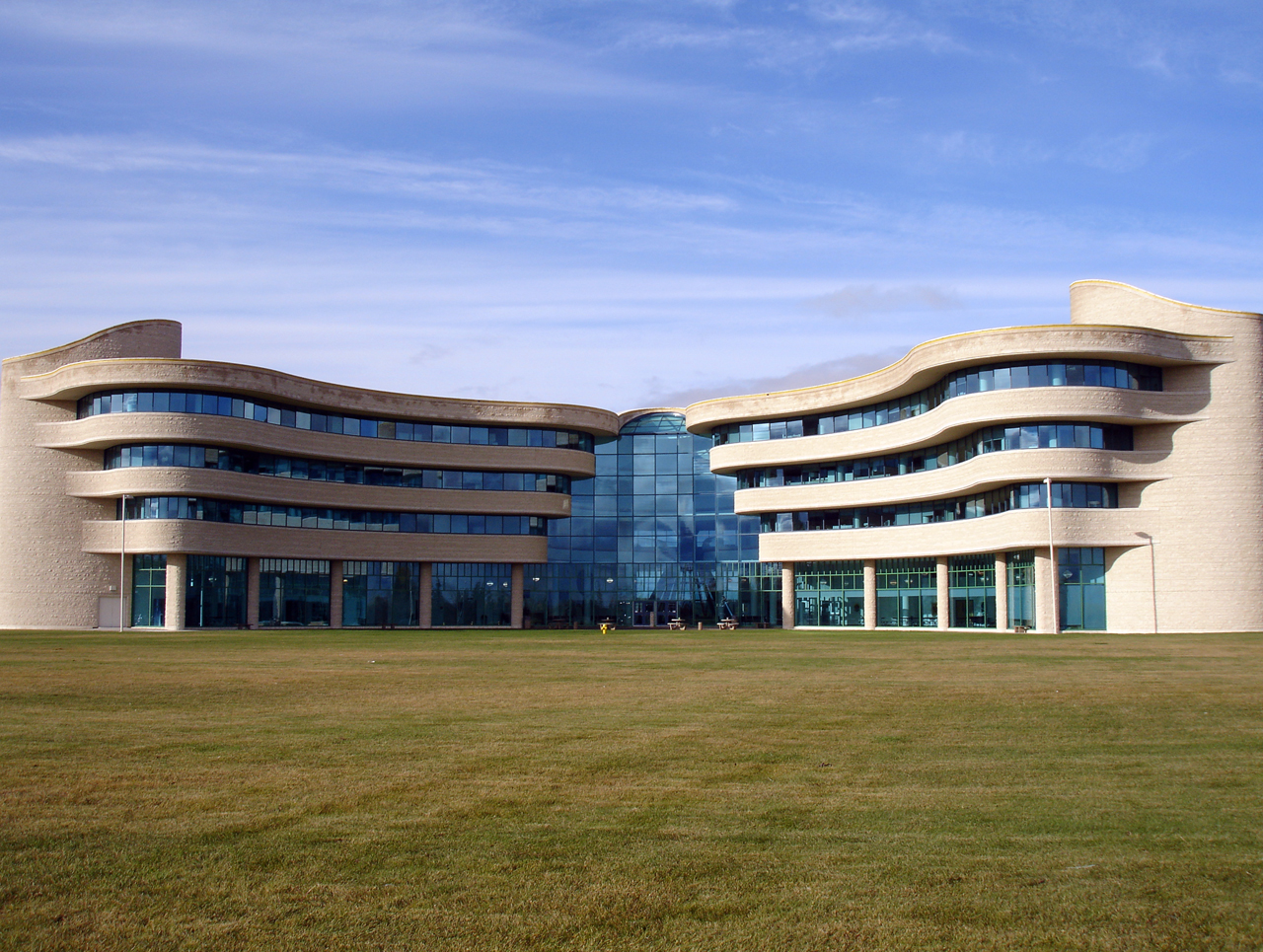
First Nations University of Canada in Regina, Saskatchewan, Kanada

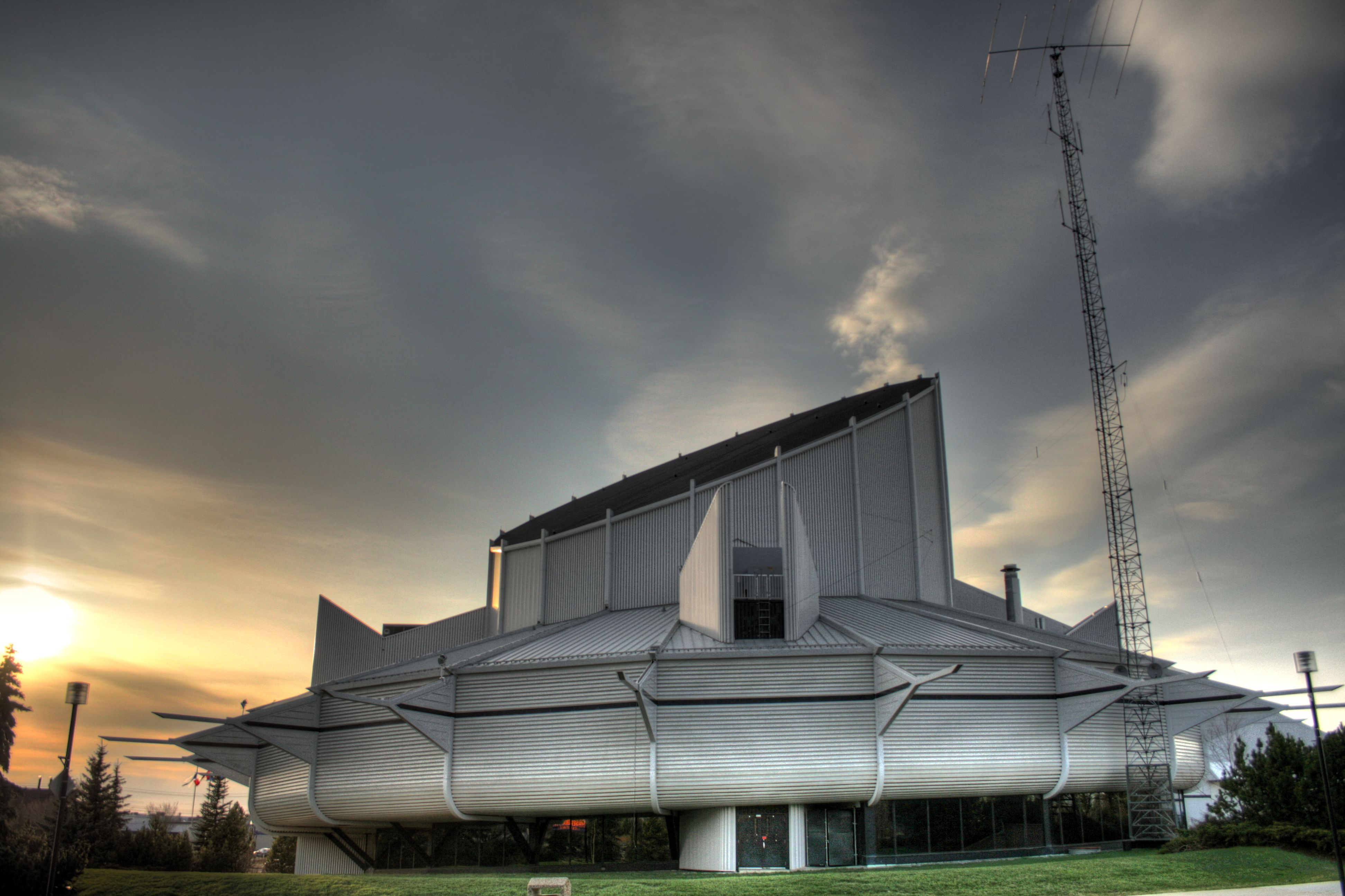
Telus World of Science in Edmonton, Alberta, Kanada

Douglas Joseph Cardinal (* 7. März 1934 in Calgary) ist ein kanadischer Architekt.
Cardinal entstammt einer Métis-Blackfoot-Familie und ist bekannt für seine Architektur mit fließenden Linien, die von seiner indianischen Herkunft und dem europäischen Expressionismus beeinflusst ist.
Zunächst studierte er 1953 an der University of British Columbia, wurde dann 1963 als Architekt an der University of Texas in Austin promoviert.

## Berufliche Karriere
Zu den bekanntesten Projekten Cardinals zählen:
- St. Albert Place & City Hall (Platzgestaltung und Stadthalle), St. Albert
- Leighton Artist Colony, im Banff Centre, Banff
- Provincial Building (Verwaltungsgebäude), Ponoka
- Grande Prairie Regional College, Grande Prairie
- St. Mary’s Church (Marienkirche), Red Deer
- Kanadas Nationalmuseum für Geschichte und Gesellschaft in Gatineau, gegenüber dem kanadischen Parlamentsgebäude am Ottawa-Fluss.
- Edmonton Space And Science Centre, Edmonton, zwischenzeitlich renoviert und in Telus World of Science umbenannt.
- First Nations University of Canada, Regina

Cardinal war einer der ersten nordamerikanischen Architekten, die Computer als Hilfe zum Entwerfen einsetzten. Die fließenden Linien nehmen Bezug zur umgebenden Landschaft.